# Velvet Revolver
Velvet Revolver var en rockgruppe dannet af tre tidligere medlemmer i Guns N Roses – nemlig guitarristen Slash, basisten Duff McKagan og trommeslageren Matt Sorum, senere blev guitaristen Dave Kushner fra 80'er-gruppen Wasted Youth et medlem. Derudover bestod gruppen af forsangeren fra Stone Temple Pilots, Scott Weiland fra 2003 til 2008.
Velvet Revolver (eller VR) blev dannet i 2002, da Slash, Matt og Duff spillede en lille koncert for musikeren Randy Castillo. De blev enige om at danne VR, med det formål at bringe rock ånden til mainstream. De inviterede Izzy Stradlin til at være med som rytmeguitarist, men han takkede nej (han har dog været med på tour med bandet nogle gange). Så fandt de Dave Kusher, som de kendte, da Slash havde gået i skole med ham, og Duff spillede med ham i Loaded, som var Duffs gruppe, før VR. VR skule bare finde en forsanger. De prøvede de på i næsten et år. Mange kom til audition, bl.a. Sebastian Bach (Skid Row). Scott Weiland var ven med Duff McKagan, og blev inviteret til at være forsanger. Scott måtte afslå, da han stadig spillede med Stone Temple Pilots. Men, så snart VR hørte om Stone Temple Pilots brud i 2003, var de hurtige, og fik Scott med. Nu skulle de bare finde et navn. Scott kom med navnet "Black Velvet Revolver", for at blande noget intimt og noget voldeligt, efter at Slash forslog "Revolver". Han kunne lide ordet "revolution", som han så i rulleteksterne på en film. Senere fandt de så på "Velvet Revolver". Det skete, efter de gik ned til Universal Studios, og så filmen Hulk. Bandet tænkte på at lave en sang til soundtracket, og det gjorde de. Den hed "Set me Free". VR indspillede også et covernummer af Pink Floyds sang, "Money" til filmen The Italian Job.
Da de i 2004 udgav deres første album, Contraband, mente kritikerne, at det var en blanding af Guns N' Roses og Stone Temple Pilots. De blev også kritiseret for, at der var en manglende sammenhæng mellem Scott og resten af bandet. Men, deres fans havde en anden mening, for i august 2005 havde det solgt 2.000.000 eksemplarer. I 2005 indspillede de også "Come on, Come On" for filmen, "The Fantastic Four".
Da de i 2005 udgav singlen "Slither" vandt de ved Grammy Award, for "Bedste Hard Rock Optræden".

De udgav deres andet album, Libertad, i 2007, mest på grund af singlen "She Builds Quick Machines", og drog bagefter på tur med Alice in Chains. Det følgende år blev Scott fyret fra bandet, for bl.a. ikke at være "forbundet" med musikken eller bandet. Og så kom han da også op og skændes med Matt Sorum. Efter det, blev Slash interviewet af Classic Rock Magazine, og sagde, at Velvet Revolver stadig ville turnere. Så blev han spurgt "Vil Scott synge?", og Slash svarede "Det har jeg ingen kommentarer til" og grinede.